# Gomya ceylonica
Gomya ceylonica is een keversoort uit de familie Endomychidae (zwamkevers). De wetenschappelijke naam van de soort werd in 1979 gepubliceerd door Tapan Sen Gupta.